# اشتفان کواندت
اشتفان کواندت (به آلمانی: Stefan Quandt) (زاده ۹ مه ۱۹۶۶) کارآفرین، بانکدار، سرمایه‌دار و مدیر ارشد اجرایی آلمانی است، که از سهام‌داران اصلی شرکت بی‌ام‌وی بشمار می‌آید. پدر وی هربرت کواندت مالک ۱۷٫۴٪ درصد از سهام بی‌ام‌وی بود. هم‌اکنون اشتفان کواندت به همراه مادرش؛ یوهانا کواندت و خواهرش؛ سوزان کلاتن، در مجموع مالک ۵۰٪ درصد از سهام شرکت بی‌ام‌وی می‌باشند.
کواندت سابقه مدیریت در گروه مشاوره بوستون، شرکت ژمالتو و درسدنر بانک را دارا می‌باشد. وی در ماه مارس ۲۰۱۴ با دارایی خالص ۱۵٫۱ میلیارد دلار در رتبه ششم از فهرست ثروتمندترین افراد آلمان قرار گرفت.